# Tlake, Grosuplje
Tlake so naselje v Občini Grosuplje.